# تئاتر پلی‌بک

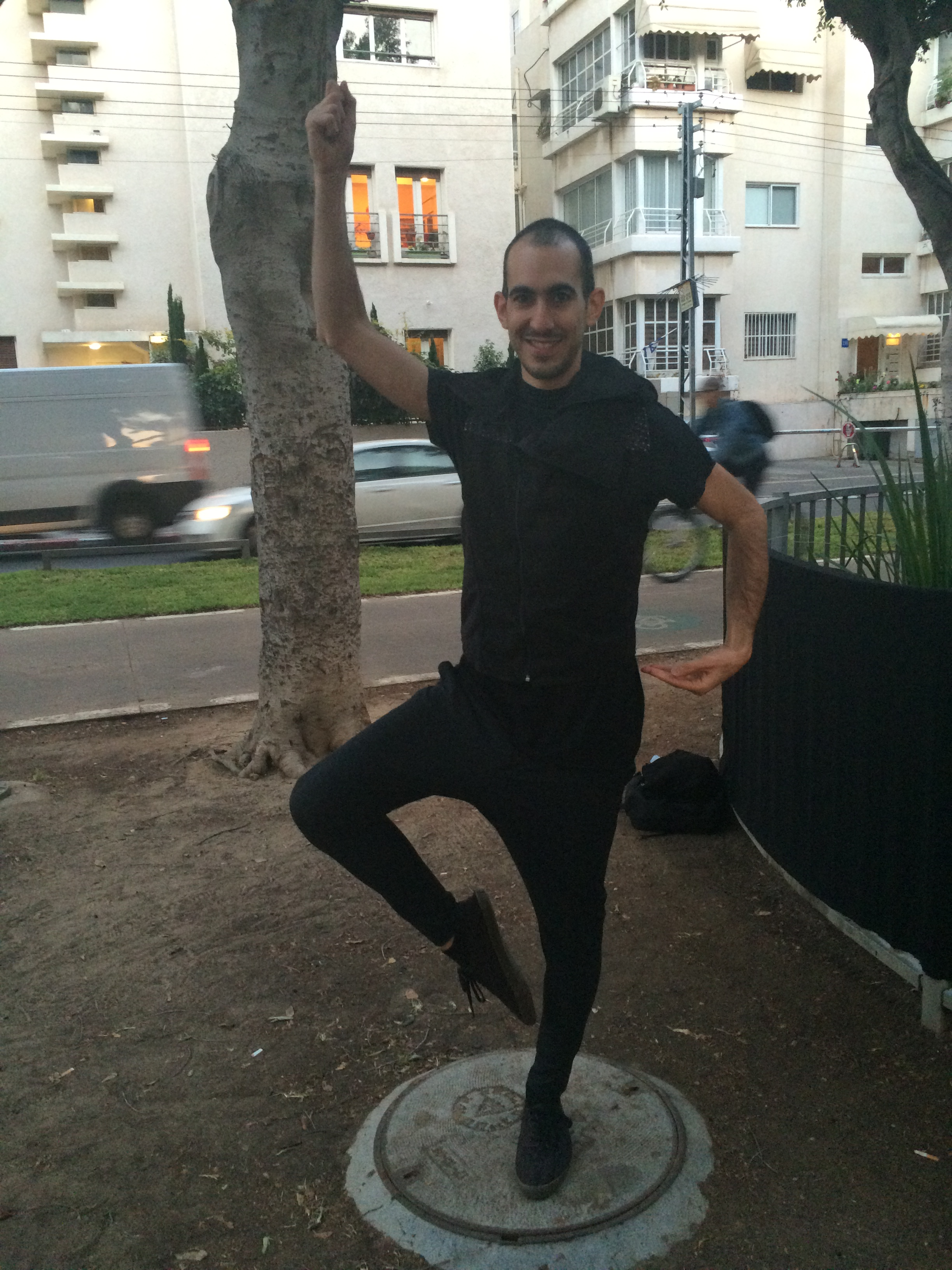
تئاتر پلی‌بک از دهه ۱۹۲۰ به عنوان یک روش نوآورانه در تئاتر شناخته شد و از آن زمان به بعد به عنوان یکی از روش‌های محبوب در تئاتر در سراسر جهان شناخته و استفاده شده است. این روش، برای آموزش و تمرین بازیگران نیز مفید است و به آن‌ها کمک می‌کند تا در برابر شرایط مختلفی

تئاتر پلی‌بک (به انگلیسی: Playback Theatre) تئاتر مشارکتی است که با تمرکز بر روی پیشنهاد و پیشبرد داستان توسط مخاطبان انجام می‌شود.
چهارچوب این تئاتر، بداهه پردازیست. این تئاتر هم بازیگر و هم مخاطب را در صحنه‌ها، داستان‌ها و سناریوهای رو به تکاملی که مسائل واقعی زندگی را به نمایش می‌گذارند، بکار می‌گیرد.
این کار هم سرگرم‌کننده و هم آموزشی است. شرکت کنندگان مهارتهای اجرای جمعی و فردی را می‌آموزند. منبع الهام آنها در خلق بازی‌ها و شبیه سازیها، داستانهایی است که تماشاگران پیشنهاد می‌کنند.